# محمد ايديز
محمد ايديز (بالتركية: Muhammed İldiz)‏ (14 مايو 1991 بفيينا في النمسا - ) هو لاعب كرة قدم تركي في مركز الوسط. شارك مع منتخب النمسا تحت 17 سنة لكرة القدم ومنتخب النمسا تحت 18 سنة لكرة القدم ومنتخب النمسا تحت 19 سنة لكرة القدم. أما مع النوادي، فقد لعب مع رابيد فيينا وغازي عنتاب سبور ونادي نورنبرغ ونادي واكر إنسبروك (2002).

## وصلات خارجية
- محمد ايديز على موقع الاتحاد الأوربي (الإنجليزية)
- محمد ايديز على موقع اتحاد تركيا (لاعب) (الإنجليزية)
- محمد ايديز على موقع قاعدة بيانات كرة القدم.إي يو (الإنجليزية)
- محمد ايديز على موقع Soccerway.com (الإنجليزية)
- محمد ايديز على موقع عالم كرة القدم.نت (الإنجليزية)
- محمد ايديز على موقع AS.com (الإسبانية)